# タンルウィン・ブリッジ
タンルウィン橋（ビルマ語: သံလွင်တံတား (မော်လမြိုင်)、英語: Thanlwin Bridge (Mawlamyine)）は、ミャンマー連邦共和国モン州にある、モッタマとモーラミャイン市を結ぶ長大な橋である。
当橋は、モン州のタンルウィン川、ジエイング川およびAttayan川の合流地点に架橋されており、延長3kmの車道および延長6kmの鉄道ならびに歩行者用通路から成る鉄道道路併用橋となっている。
道路は車道が2車線で、両側に歩道がある。鉄道橋は単線で、総延長7,640mである。
モーラミャイン岸側の鉄道橋のアプローチ構造部分では、延長1,960mであり、モッタマ岸側のアプローチ構造部分では、延長2,290mとなっている。
当橋は、ミャンマー建設省によって設計および建設が行われた。